# Serridonus foersteri
Serridonus foersteri är en insektsart som beskrevs av Keti Maria Rocha Zanol 1997. Serridonus foersteri ingår i släktet Serridonus och familjen dvärgstritar. Inga underarter finns listade i Catalogue of Life.